# Tomás Ariel Silva
Tomás Ariel Silva (Buenos Aires, 8 de febrero de 2003) es un futbolista argentino. Juega de marcador de punta derecho y su equipo actual es el  jugador Platense la Liga Profesional de Fútbol Argentino, (Primera categoría del fútbol argentino).

## Trayectoria
Llegó a San Lorenzo de Almagro a los once años de edad y vivió en la pensión del club. Realizó todas las divisiones inferiores inferiores en el club.
En enero de 2022, fue convocado por el reciente entrenador contratado Pedro Troglio para realizar la pretemporada con el plantel superior. Allí hizo su debut en primera división el 26 de enero en un amistoso que su equipo jugó frente a Estudiantes de La Plata.
Finalizada la pretemporada, fue convocado por primera vez de manera oficial para el partido inicial que su equipo disputó en el torneo de la Copa de la Liga Profesional 2022 frente a Banfield. En dicho certamen hizo su debut oficial en Primera División en la derrota por la terecera fecha frente a Defensa y Justicia, partido en el que ingresó a los 32 minutos, reemplazando a Gonzalo Luján, en dicho partido también debutaron sus compañeros: Iván Leguizamón y Jeremías James; por ese torneo jugó también en la fecha 10, ingresando desde el banco de suplentes, y en las fechas 13 y 14, partidos estos últimos que los jugó de titular y completó la totalidad de los minutos.
En el segundo semestre del año, jugó tres partidos más por la Liga Profesional 2022.

En la temporada 2023, solo jugo dos partidos para San Lorenzo de Almagro, por Liga Profesional 2023.

En enero de 2024 es cedido por San Lorenzo de Almagro a su actual club.

## Selección Juvenil U20
Fue convocado por Javier Mascherano para integrar el plantel preliminar de la Selección Argentina sub-20 que disputó el torneo de L’Alcúdia, aunque finalmente fue desafectado de la lista definitiva.
Fue convocado nuevamente para los juegos Odesur 2022, en los que jugó dos partidos, y la Selección Juvenil quedó eliminada en primera ronda.

## Estadísticas

### Clubes
- Actualizado al último partido disputado el 31 de marzo de 2024.

| Club                  | Div.          | Temporada     | Liga  | Liga  | Liga   | Copas nacionales | Copas nacionales | Copas nacionales | Copas internacionales | Copas internacionales | Copas internacionales | Total | Total | Total  |
| Club                  | Div.          | Temporada     | Part. | Goles | Asist. | Part.            | Goles            | Asist.           | Part.                 | Goles                 | Asist.                | Part. | Goles | Asist. |
| --------------------- | ------------- | ------------- | ----- | ----- | ------ | ---------------- | ---------------- | ---------------- | --------------------- | --------------------- | --------------------- | ----- | ----- | ------ |
| San Lorenzo Argentina | 1.ª           | 2022          | 7     | 0     | 0      | -                | -                | -                | -                     | -                     | -                     | 7     | 0     | 0      |
| San Lorenzo Argentina | 1.ª           | 2023          | 2     | 0     | 0      | -                | -                | -                | -                     | -                     | -                     | 2     | 0     | 0      |
| San Lorenzo Argentina | Total club    | Total club    | 9     | 0     | 0      | 0                | 0                | 0                | 0                     | 0                     | 0                     | 9     | 0     | 0      |
| Atlanta Argentina     | 2.ª           | 2024          | 9     | 0     | 2      | -                | -                | -                | -                     | -                     | -                     | 9     | 0     | 2      |
| Atlanta Argentina     | Total club    | Total club    | 9     | 0     | 2      | 0                | 0                | 0                | 0                     | 0                     | 0                     | 9     | 0     | 2      |
| Total carrera         | Total carrera | Total carrera | 18    | 0     | 2      | 0                | 0                | 0                | 0                     | 0                     | 0                     | 18    | 0     | 2      |

### Selección sub-20
- Actualizado al último partido disputado el 6 de octubre de 2022.

| Selección                  | Año   | Amistoso | Amistoso | Amistoso | Campeonato sudamericano | Campeonato sudamericano | Campeonato sudamericano | Juegos suramericanos | Juegos suramericanos | Juegos suramericanos | Total | Total | Total  |
| Selección                  | Año   | Part.    | Goles    | Asist.   | Part.                   | Goles                   | Asist.                  | Part.                | Goles                | Asist.               | Part. | Goles | Asist. |
| -------------------------- | ----- | -------- | -------- | -------- | ----------------------- | ----------------------- | ----------------------- | -------------------- | -------------------- | -------------------- | ----- | ----- | ------ |
| Argentina Sub-20 Argentina | 2022  | -        | -        | -        | -                       | -                       | -                       | 2                    | 0                    | 0                    | 2     | 0     | 0      |
| Total                      | Total | 0        | 0        | 0        | 0                       | 0                       | 0                       | 2                    | 0                    | 0                    | 2     | 0     | 0      |